# バクトリア語

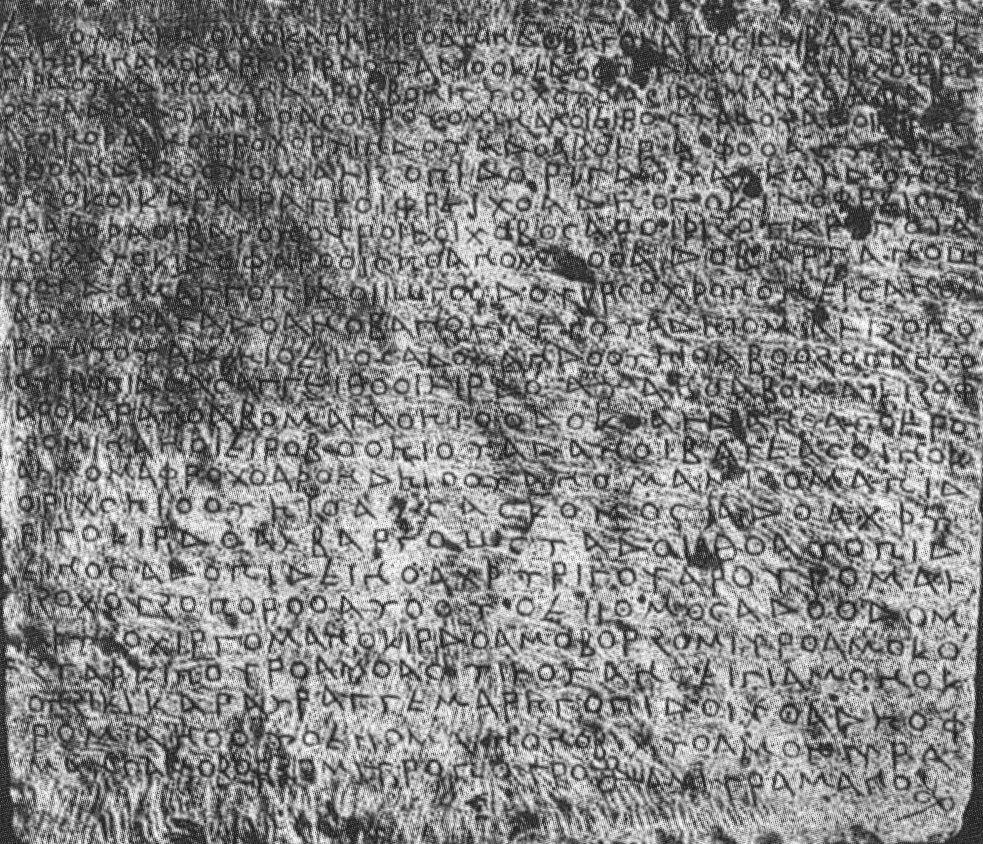
スルフ・コタル出土のバクトリア語碑文（1957年発掘）。ギリシア文字で書かれている。

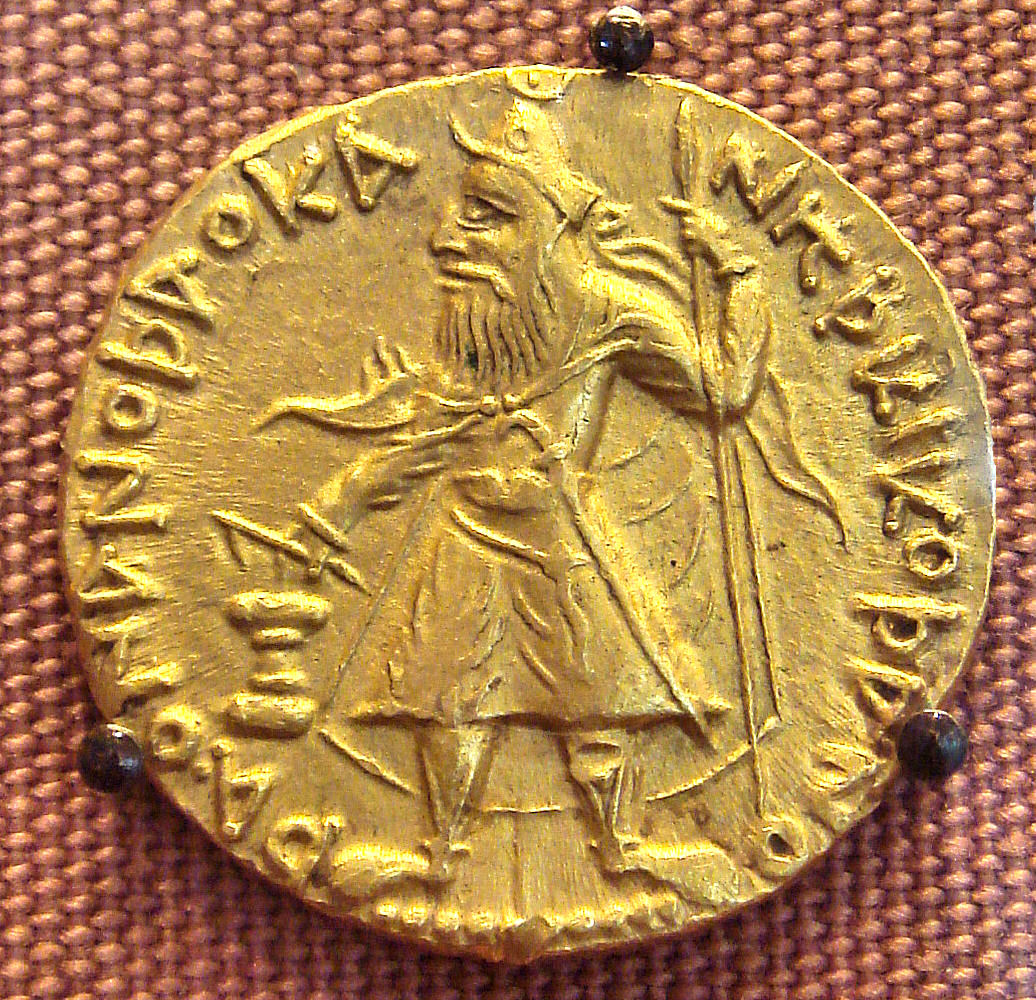
カニシカ1世の貨幣。（王の王、カニシカ、クシャン）

バクトリア語（バクトリアご）は、中央アジアのバクトリア（現在のアフガニスタン北部、別名トハリスタン）を中心とする地域で使用された言語。インド・ヨーロッパ語族のイラン語群に分類される。

## 歴史
バクトリア語は、クシャーナ朝（1世紀 - 3世紀）の時代から8・9世紀ごろまで使われた。
紀元前4世紀のアレクサンドロス大王以来、バクトリア地方ではギリシア人の支配が続いたが、紀元前2世紀後半になると月氏などが侵入した。クシャーナ朝でははじめギリシア語を公用語としていたが、カニシカ1世のときにバクトリア語を公用語に改めた。文字としてはひきつづきギリシア文字を使用したため、バクトリア語はイラン語派中唯一ギリシア文字で筆記される言語になった。
クシャーナ朝は勢力が広かったため、バクトリア語もインド北部から中央アジアのトゥルファンに至る地域まで使用された。
エフタルの侵入後もバクトリア語は使われつづけたが、7世紀のアラブ人の侵入を経て絶滅した。

## 資料
バクトリア語の資料は近年まで非常に限られていたが、1990年代以降大幅に増加した。
バクトリア語の資料にはカニシカ1世以降の貨幣、印章、碑文、文書および落書きなどがある。碑文は1957年に発見されたスルフ・コタルのものが有名であったが、1993年にラバータク碑文が発見された。文書は中央アジアで見つかったわずかな断片しかなかったが、1991年以降100点もの文書が知られるようになり、その多くはナセル・ハリリのコレクションに加えられた。

## 文字
バクトリア語はギリシア文字で書かれるが、ギリシア語にない [ʃ] の音を表すための文字 Ϸ が追加されているため25文字になっている。玄奘は覩貨邏国（トハリスタン）で25文字から構成され、左から右に読む文字を使っていると書いているが、バクトリア語の文字を指していると考えられる。
碑文の文字は通常のギリシア文字で書かれるが、文書や後期の貨幣では草書体のギリシア文字が使われ、解読が困難である。
ギリシア文字のほかにマニ文字でバクトリア語を書いたトゥルファン出土の文書がひとつ知られている。複数の文字体系で書かれているため、バクトリア語の音韻はほかの中期イラン語にくらべて詳しくわかっている。

## 形態論
名詞は数・格で変化する。性は失われている。数は単数・複数がある。アヴェスター語で8種類あった格のうち、古代ペルシア語では属格と与格、具格と奪格の区別がなくなり6格になっているが、バクトリア語では斜格と直格の2格の存在が確認されている。斜格は複数形に一般化されており、単数斜格は廃れて直格に一般化されている。
動詞は人称・数で語尾変化する。時制には現在・過去・未完了・完了・過去完了がある。バクトリア語は分裂能格言語と考えられている。

## 語順
語順はかなり自由であるが、基本的にはSOVの用例が最も多い。形容詞はAN型で修飾する名詞に前置される場合と、NA型で名詞に後置修飾する場合、およびエザーフェを使用して後置修飾する場合が見られる。否定辞は動詞の前に置かれる。

## 例文
原文：ωσο μιρο δογγο πιδοοαυανο πιδοοαυαδο-μο
翻字：oso miro dongo pidooavano pidooavado-mo
逐語訳：それから（oso、副詞）、 ミル（miro、人名）、 このように（dongo、副詞） 要求（pidooavano、名詞）、要求した（pidooavado、三人称単数過去形）-私に（mo、1人称単数代名詞+接辞）
意訳：それからミルはこのように私に要求をした。
原文：νατο ι χαραγανο
翻字：nato i xaragano
逐語訳：ナト（nato、人名）、の（i、エザーフェ）、ハラガーン（xaragano、家名）
意訳：ハラガーンのナト
原文：οτο-μηνο οαυαγο οισπο ασποριγο νινδο αγγιτο
（翻字：oto-mino oavago oispo asporigo nindo angito）
逐語訳：そして（oto）、我らによって（mino、1人称複数代名詞+接辞）、料金（oavago） 、全ての（oispo、形容詞）、十分な（asporigo、形容詞）、ない（nindo、否定辞） 、受領した（angito、三人称単数過去形）
意訳：そして我らによって完全な料金は受領されなかった。

## 他言語との近縁関係
音韻からみてバクトリア語は東イラン語に属し、パシュトー語・ソグド語などと近縁関係にある。